# Margo Tani
Margo Tani is een bestuurslaag in het regentschap Ogan Komering Ulu van de provincie Zuid-Sumatra, Indonesië. Margo Tani telt 3407 inwoners (volkstelling 2010).